# Byssophytum sulphureum
Byssophytum sulphureum är en svampart som beskrevs av Mont. 1848. Byssophytum sulphureum ingår i släktet Byssophytum, divisionen sporsäcksvampar och riket svampar.   Inga underarter finns listade i Catalogue of Life.